# Aeroport de Bubaque
L'aeroport de Bubaque (codi IATA: BQE, codi OACI: GGBU) és un aeroport que serveix la vila i sector de Bubaque, a Guinea Bissau. És situat a uns 70 kilòmetres al sud de Bissau i no està pavimentat.